# Verebélÿ László (orvos)
Verebélyi Verebélÿ László (Trencsén, 1841. július 5. – Budapest, 1922. december 11.) orvos-sebészdoktor, szülészmester és műtő, a műtősebészet magántanára, a budapesti orvosegylet ülés-elnöke.

## Pályafutása
Orvosi tanulmányait a Pesti Királyi Tudományegyetemen végezte, ahol 1865-ben sebészdoktorrá és szülészmesterré avatták, majd tanulmányainak gyarapítása céljából Bécsbe ment. Ugyanezen év őszén a Pesti Királyi Tudományegyetem Sebészeti Klinikáján ösztöndíjas műtőnövendék lett, 1867-ben tanársegéd. Az 1866. évi hadjárat alkalmával a sebesültek számára felállított barakkok egyikében mint főorvos volt alkalmazásban. Balassa János halála után a tanszék betöltéséig a klinikai előadások és gyakorlatok folytatásával bízták meg. 1869-ben Schordann-féle ösztöndíjjal és a közoktatásügyi minisztérium által adományozott külön segélydíjjal Bécsben, Berlinben, Párizsban és Londonban tartózkodott. 1870-ben hazatérve a szegénygyermek-kórház sebésze lett. Ugyanazon évben a műtősebészetből magántanári képesítést nyert.
Cikkeit Hőgyes Emlékkönyve, A Pallas nagy lexikona XVI. kötet, és Szinnyei Könyvészete és Repertoriuma III. kötete felsorolja.

## Fontosabb művei
- Empyema sebészi kezelése körül tett tapasztalatok (Gyógyászat, 1869)
- Végtagok ízületi csonkolásáról (Orvosi Hetilap, 1871)
- Elsődleges osteomyelitis és periostitis infectiosa (Gyógyászat, 1891)
- Köldökzsinórsérv (omphalocele cong.) műtéttel gyógyult esete. Közlemény a budapesti «Stefania» gyermekkórházból. (Budapest, 1900. Különnyomat az Orvosi Hetilapból.)